# Ivo von Ramsey

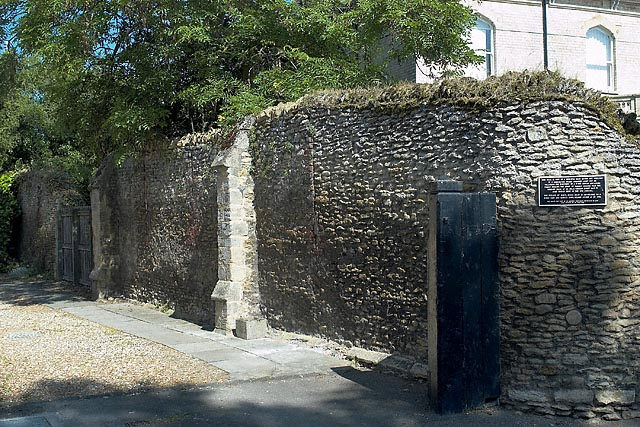
Nur eine Mauer ist verblieben von dem 1017 am Fundort Ivos gegründeten Priorat in St Ives.

Ivo ist der Name eines Heiligen, dessen sterbliche Überreste 1001 bei Slepe auf dem Land der Benediktinerabtei Ramsey entdeckt wurden und die als Relikte eines persischen Bischofs betrachtet wurden, der als Eremit nach England gekommen sein soll. Seine Historizität ist nicht belegt. Der Heilige ist auch unter den Namen Ive, Ives, Yves und Yvo bekannt. Sein Gedenktag ist der 24. April.

## Überlieferung
Die Entdeckung der sterblichen Überreste des Bischofs Ivo im Jahr 1001 wurde zunächst kurz in der Chronik Chronicon ex chronicis von Johannes von Worcester erwähnt. Eine ausführliche Schilderung lässt sich der Hagiografie entnehmen, die von Goscelin († um 1107) während seiner Zeit in Ramsey geschrieben wurde, bevor er zur Abtei St. Augustinus wechselte. Goscelins Schilderung zufolge entdeckte ein Pflüger im Dienste der Abtei Ramsey auf einem Feld bei Slepe die Gebeine von vier Personen, wovon eine mit den Insignien eines Bischofs ausgestattet war. Der heilige Ivo erschien dem Pflüger in mehreren Visionen, die ihn nötigten, die Entdeckung dem Vogt des Abts mitzuteilen. Dieser nahm dies zu Beginn nicht ernst, worauf ihm ebenso der Heilige in Visionen erschien. Als die Klostergemeinschaft davon erfuhr, freute sie sich sehr über die Entdeckung und überführte die Gebeine feierlich in die Abtei.

## Rezeption

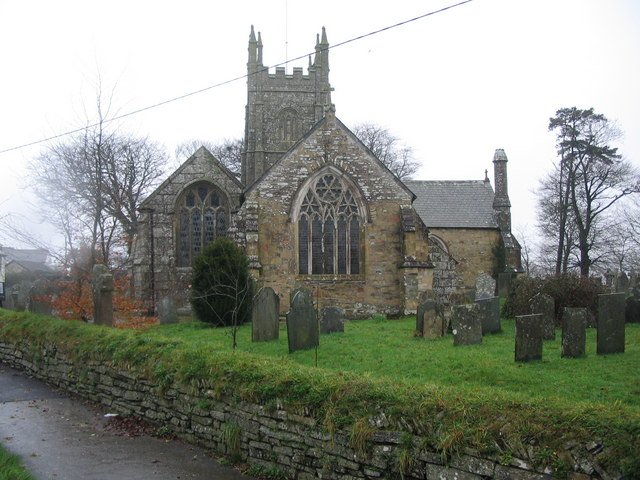
Dem heiligen Ivo gewidmete Gemeindekirche von St Ive in Cornwall

Zunächst wurde Ivo zu Ehren in der Nähe des Fundorts eine Kirche durch Eadnoth, den damaligen Abt Ramseys, errichtet. Dank einer Stiftung durch Earl Adelmus ließ sich die Kirche 1017 zu einem von Ramsey abhängigen benediktinischen Priorat ausbauen. Der benachbarte Ort mit Marktrecht wurde anlässlich des Funds von Slepe in St Ives umbenannt. Der Kult um Ivo gewann auch überregionale Bedeutung. So ist die Begehung seines Gedenktags in der Kathedrale zu Exeter im 12. Jahrhundert nachgewiesen. Die in Cornwall gelegene und zu Trebeigh gehörende Gemeinde St Ive und deren Kirche werden ebenfalls Ivo zugeordnet. Im 14. Jahrhundert erschien eine gekürzte Fassung seiner Hagiografie in der von John of Tynemouth erstellten Nova Legenda Anglie.
In dem aus dem 15. Jahrhundert stammenden Text The Vision of William of Stranton in der Fassung der Handschrift Royal 17 B xliii wird der Protagonist auf seinem Weg durch das Purgatorium von zwei Heiligen begleitet, darunter auch Seint Ive, my suster, þat woned in Quitike. Dies wird von mehreren Forschern als ein Bezug auf die St Ive benachbarte Ortschaft Quethiock gesehen und damit auch zu Ivo.